# Regressieargument
Een regressieargument is een argument dat aantoont dat
1. een oplossing faalt omdat deze in een regressie van verdere problemen raakt; of
2. een stelling onwaar is omdat deze absurde regressieve gevolgen heeft.

Zulke argumenten worden veelvuldig gebruikt in de filosofie.

## Eerste doel
Regressieargumenten kunnen gebruikt worden om aan te tonen dat oplossingen falen omdat ze in een regressie raken, namelijk van problemen die eerst opgelost moeten worden voordat het initiële probleem opgelost kan worden.
Een klassiek voorbeeld van de Romeinse dichter Juvenalis: Stel dat je je partner wilt laten bewaken zodat zij/hij niet meer vreemd kan gaan. Als oplossing huur je een bewaker in. Bewakers zijn echter ook niet te vertrouwen, en dus stelt zich een gelijksoortig probleem: je wilt de bewaker ook laten bewaken. Als oplossing huur je een tweede bewaker in. Dit leidt tot een regressie van het inhuren van verdere bewakers. Conclusie van het argument: het inhuren van bewakers is een slechte oplossing voor het probleem met je partner.

## Tweede doel
Regressieargumenten kunnen gebruikt worden om aan te tonen dat stellingen onwaar zijn omdat ze regressieve gevolgen hebben die als absurd worden beschouwd.
Hetzelfde voorbeeld van Juvenalis (maar dan anders geformuleerd): Stel dat je partner onbetrouwbaar is, dat alle onbetrouwbare mensen worden bewaakt door een bewaker, en dat alle bewakers onbetrouwbaar zijn. Deze drie stellingen brengen een absurde regressie van bewakers met zich mee. Conclusie van het argument: het is niet zo dat alle onbetrouwbare mensen worden bewaakt door een bewaker, of niet zo dat alle bewakers onbetrouwbaar zijn.

## Voorbeelden
Invloedrijke voorbeelden uit de geschiedenis van de filosofie:
- Plato's derde man argument tegen zijn eigen vormenleer
- Aristoteles' regressieargument voor het bestaan van het hoogste goed
- Sextus Empiricus' regressieargument voor het opschorten van opvattingen
- Thomas van Aquino's kosmologische godsbewijs
- David Humes regressieargument tegen wijdverspreide concepties van oorzakelijkheid
- Bradleys regressieargument tegen het bestaan van relaties
- Lewis Carrolls regressieargument dat een puzzel oproept aangaande logische wetten
- Russells regressieargument voor de onreduceerbaarheid van asymmetrische relaties
- McTaggarts regressieargument tegen de zogenaamde A-theorie van tijd
- Wittgensteins regressieargument tegen klassieke theorieën van betekenis
- Tarski's antwoord op de leugenaarsparadox
- Ryles regressieargument tegen de visie dat knowledge-how een variant is van knowledge-that